# Le merle noir

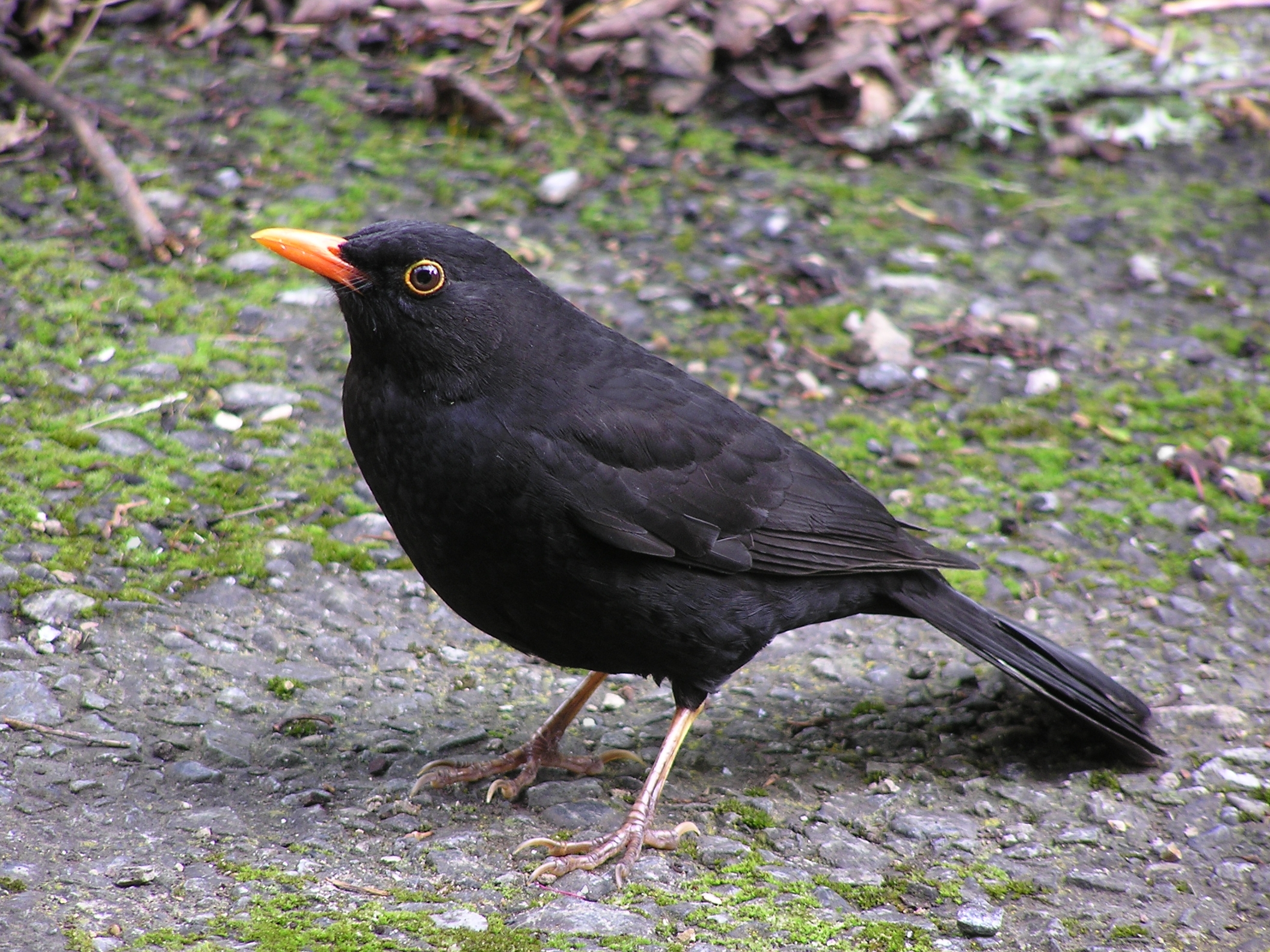
Mirlo macho (Turdus merula'), Wellington, Nueva Zelanda.

Le merle noir ("El mirlo negro") es una obra de música de cámara del francés compositor Olivier Messiaen para flauta y piano. Fue compuesta y estrenada por primera vez en 1952 y es la pieza publicada de forma independiente más corta del compositor, con poco más de cinco minutos. 
La composición se originó en una comisión para una pieza del examen de acceso de flauta para el Conservatorio de París, del que Messiaen fue un profesor. Los ganadores del primer premio en el Concurso de la flûte de ese año fueron Daniel Morlier, Jean Pierre Eustache, Jean Ornetti, Régis Calle y el Alexander Murray. Messiaen era aficionado a la ornitología y, particularmente, a los cantos de pájaros. Aunque no es su primer trabajo en incorporar el estilizado canto de los pájaros, Le merle noir fue la primera de sus piezas basada principalmente en el canto de los pájaros, y preconiza piezas futuras del compositor inspiradas en cantos de pájaras de mayor escala.